# IC 3472
IC 3472 је спирална галаксија у сазвјежђу Береникина коса која се налази на листи објеката дубоког неба у Индекс каталогу.
Деклинација објекта је + 24° 43' 42" а ректасцензија 12h 32m 18,8s. Привидна величина (магнитуда) објекта IC 3472 износи 16,9 а фотографска магнитуда 17,5. IC 3472 је још познат и под ознакама Reiz 2482, KUG 1229+250, PGC 86418.